# Včelnička (przystanek kolejowy)
Včelnička – przystanek kolejowy w miejscowości Včelnička, w kraju Wysoczyna, w Czechach Znajduje się na wysokości 570 m n.p.m.
Na stacji nie ma możliwości zakupu biletów, a obsługa podróżnych odbywa się w pociągu.

## Linie kolejowe
- Jindřichův Hradec - Obrataň